# Музеј ратних остатака у Вијетнаму
Музеј ратних остатака (виј. Bảo tàng chứng tích chiến tranh) је ратни музеј који се налази у улици 28 Ван Ван Тан, округ 3, Хо Ши Мин (Сајгон), Вијетнам. Садржи експонате који се односе на Први индокинески рат и Вијетнамски рат.

## Историја
Управљана је владом Хо Ши Мина, ранија верзија овог музеја отворена је 4. септембра 1975. године као Изложбена кућа за америчке и марионетске злочине  (виј. Nhà trưng bày tội ác Mỹ-ngụy). Налазио се у бившој згради Информативне агенције Сједињених Држава. Изложба није била прва те врсте за северновијетнамску страну, већ је следила традицију да се на таквим изложбама излажу ратни злочини, прво француских, а затим америчких, који су у земљи деловали већ 1954. године.
1990. године назив је промењен у Изложбена кућа за ратне злочине и агресију (виј. Nhà trưng bày tội ác chiến tranh xâm lược), испуштајући и „САД“ и „Puppet“. 1995. године, након нормализације дипломатских односа са Сједињеним Државама и завршетка америчког ембарга годину дана раније, референце из „ратних злочина“ и „агресије“ такође су избачене из наслова музеја; постао је Музеј ратних остатака.

## Изложбе
Музеј се састоји од низа тематских просторија у неколико зграда, са старом војном опремом смештеном у ограђено двориште. Војна опрема укључује хеликоптер УХ-1 „Хуеи“, ловац Ф-5А, бомбу БЛУ-82 „Daisy Cutter“, тенк М48 Патон, нападачки бомбардер А-1 Скајрејдер нападачки бомбардер А-37 Драгонфли. У углу дворишта налази се одређени број неексплодираних убојних средстава са уклоњеним пуњењем и/или осигурачима.
Једна зграда репродукује "кавезе са тигровима" у којима је влада Јужног Вијетнама држала политичке затворенике. Остали експонати обухватају графичку фотографију, са кратким текстом на енглеском језику, вјетнамском и јапанском, који обухватају ефекте "Агент Оранге" и других хемијских Дефолиант спрејева, употреби напалм и фосфор бомби, и ратних злочина као што су масакр Ми Лаи. Фотографски приказ укључује рад фоторепортера Вијетнамског рата Буњоа Ишикаве који је поклонио музеју 1998. Занимљивости укључују гиљотину коју су Французи и Јужни Вијетнамци користили за погубљење затвореника, последњи пут 1960. године, и три тегле сачуваних људских фетуса деформисаних излагањем диоксинима и једињењима сличним диоксину, садржане у окрутном "Агент Оранге".

## Пријем
Музеј ратних остатака тренутно је један од најпопуларнијих музеја у Вијетнаму, а сваке године привуче приближно пола милиона посетилаца. Према проценама музеја, око две трећине њих су странци.
Америчка антропологиња Christina Schwenkel написала је да музеј покушава да историјске истине пренесе са „самопредстављањем“, приказујући слике и друге особине без контекстуализације као што то чине други музеји. Кустоси музеја описани су као упућени у чињеницу да знање о Вијетнамском рату и интересима Вијетнамаца обично није познато код других држава.
Анализа књига утисака (које туристи могу користити да остављају коментаре на излазу) открила је да су посетиоци музеја некада били углавном Европљани и Северноамериканци пре 2005. године, али да је његова публика постала много разноврснија након  што је Вијетнам те године укинуо визу за земље АСЕАН-а.  Књиге утисака такође бележе различите одговоре на музеј. Други су једноставно похвалили Вијетнам, док су неки Американци оштро критиковали музеј због његове „пропаганде“ и „величања [њихове] победе“. Проширена интересовања проширила су се и из других земаља, укључујући посете туриста из Бразила, Турске, Јужне Африке и других који су се проширили да би видели музеј.

## Галерија
- Артиљерија и колекција оклопа
- Збирка авиона
- Изложено убојито оружје
- Ухваћен М41 Walker Bulldog
- Реликвије Вијетнамског рата
- Гиљотина коју су користили Французи
- Диорама наводних услова притвора у неким затворима Јужног Вијетнама
- Изложена слика последица масакра у Ми Лаи-у
- Приказ антиратних уметничких дела